# Pterocles
Pterocles es un género de aves de la familia Pteroclidae que incluye las gangas y ortegas. Sus especies se distribuyen por el sur de Europa, África y el centro, oeste y sur de Asia.
Tienen la cabeza y el pico pequeños, que recuerdan a las palomas, pero el cuerpo es más compacto. Las alas y a veces la cola son largas y puntiagudas. Tienen las patas con plumas pero, a diferencia de Syrrhaptes, los dedos no.
Tienen un vuelo rápido y directo; vuelan en bandadas a los abrevaderos al atardecer y el amanecer. Ponen dos o tres huevos directamente en el suelo. Tienen una coloración críptica. Todas las especies son residentes.

## Especies
Se conocen 14 especies de Pterocles:
- Pterocles alchata
- Pterocles namaqua
- Pterocles exustus
- Pterocles senegallus
- Pterocles orientalis
- Pterocles gutturalis
- Pterocles coronatus
- Pterocles decoratus
- Pterocles personatus
- Pterocles lichtensteinii
- Pterocles bicinctus
- Pterocles quadricinctus
- Pterocles indicus
- Pterocles burchelli